# Première Nation crie de Moose
La Première Nation crie de Moose (auparavant nommée la Bande indienne de Moose Factory) (en cri : ᒨᓱᓂᔨ ᐃᓕᓕᐗᒃ, môsoniyi ililiwak) est une Première Nation (au sens de « bande indienne ») crie du nord de l'Ontario, au Canada. Son territoire traditionnel se trouve à l'ouest de la baie James, mais a à sa disposition deux réserves : Factory Island 1 (les deux tiers nord de l'île Moose Factory) et Moose Factory 68, une étendue de terre à environ 15 km en amont sur la rivière Moose couvrant 168,82 km2. 

## Nom
Le nom « Moose Factory » vient de son emplacement sur la rivière Moose, ainsi que de l'époque de la traite des fourrures. L'officier responsable du poste de traite était appelé the factor (en français : « le facteur »). Une autre hypothèse suggère que le nom proviendrait du nom de la rivière et d'une fabrique de meubles autrefois située dans la communauté. 

## Histoire
Les Cris sont un peuple autochtone de la région subarctique qui, historiquement, chassaient et cueillaient lors des migrations saisonnières. En été, ils parcouraient les cours d'eau en canot pour pêcher et cueillir des baies et d'autres aliments de base. En automne, ils chassaient la sauvagine le long des rives de la baie James. Avant l'hiver, les familles cries se rendaient dans leurs campements d'hiver, où elles chassaient et piégeaient le gros gibier et les petits animaux à fourrure. Avant le dégel printanier, les familles chassaient la sauvagine lors de leur migration vers le nord. Il s'agissait d'un cycle annuel historique pour les Cris des marais.
L'exposition aux colons européens vient influencer fortement leur mode de vie. En 1673, la Compagnie de la Baie d'Hudson établit un poste de traite des fourrures dans la région de Moose Factory. Les Cris côtoyent le poste et sont exposés aux coutumes européennes. Moose Factory devient la première colonie anglophone de l'Ontario.
En 1905, au nom de la Couronne britannique, les commissaires aux traités négocient avec la Première Nation crie de Moose afin de conclure un traité. Le traité numéro 9 est signé le 9 août 1905, incluant quelques dizaines de Premières Nations. Le traité réserve deux parcelles de terre à l'usage et au « bénéfice » de la Première Nation crie de Moose. La première, la réserve indienne n° 1 de Moose Factory, occupe environ les deux tiers de l'île de Moose Factory et la seconde, la réserve indienne n° 68 de Moose Factory, est située à environ 16 kilomètres au sud de Moose Factory, à l'embouchure de la rivière des Français.

## Population
La population de la Première Nation crie  Moose est de 5 182 habitants en juin 2025. 